# Dedicated (ATB-album)
A Dedicated a német DJ-producer, ATB harmadik albuma. A 12 számot tartalmazó lemez 2002-ben jelent meg, az előző lemezektől eltérő hangzásvilággal. Az album mindhárom kislemeze (Hold You, Let U Go és a You're Not Alone) igen jó helyezéseket ért el, ami talán leginkább a mindhárom (és a lemezen is öt) dalban közreműködő Roberta Carter Harrison énekhangjának köszönhető. A lemez címe utalás a 2001. szeptember 11-én történt eseményekre, vagyis lényegében André a terrortámadás áldozatainak ajánlja az albumot, két számot (Hero, I wanna cry) külön ki is emel a lemezhez tartozó füzetben.

## Számlista
1. Dedicated  4:15
2. Hold you  3:31
3. Get high  3:59
4. You're not alone  5:57
5. Halcyon  4:00
6. Let u go  3:30
7. I can't stand...  5:53
8. Hero  4:24
9. I see it  4:25
10. Basic love  7:27
11. I wanna cry  4:23
12. Remember  6:22

## Szerzők
01, 03, 07, 09 & 10: André Tanneberger - AT Music International/Warner Chappell
02, 06, 08 & 11: André Tanneberger & Ken Harrison - AT Music International/Warner Chappell
04: Tim Kellett & Robin Taylor-Firth - Chrysalis Music Ltd./BMG Music Publishing Ltd.
05: André Tanneberger & RuDee - AT Music International/Warner Chappell/Edition-A-Forty
12: André Tanneberger & Woody van Eyden - AT Music International/Warner Chappell/Edition-A-Forty

## Közreműködők
- Roberta Carter Harrison: vokál

## Kislemezek
- 2001 Let U Go
- 2001 Hold You
- 2002 You’re Not Alone